# Пуркарец (Салаж)
Пуркарец (рум. Purcăreț) насеље је у Румунији у округу Салаж у општини Летка. Oпштина се налази на надморској висини од 449 m.

## Становништво
Према подацима из 2002. године у насељу је живело 139 становника, од којих су сви румунске националности.